# Fritz Haber
Fritz Haber (Breslau, Alemanya 1868 - Basilea, Suïssa 1934) fou un químic alemany guardonat amb el Premi Nobel de Química l'any 1918, pel descobriment del mètode Haber-Bosch per a l’obtenció industrial d’amoníac a partir de nitrogen i hidrogen. Conjuntament amb Max Born, proposaren l’anomenat cicle Born-Haber per a la determinació de l'energia reticular de cristalls iònics. Haber és considerat el pare de la Guerra química pel seu treball pioner en el desenvolupament i aplicació del clor i altres gasos durant la Primera Guerra Mundial.  

## Biografia
Nasqué el 9 de desembre de 1868 a Breslau (Alemanya) actualment Wroclaw (Polònia), en el si d’una de les famílies jueves i benestants més antigues de la ciutat. La seva mare morí uns mesos després del seu naixement, el seu pare tenia una fàbrica de pigments, tints i productes farmacèutics  que era una de les empreses importadores més grans d’Alemanya. La família estava plenament integrada en la societat alemanya i si bé mantenia algunes tradicions i ajudava la comunitat jueva  no freqüentava gaire la sinagoga. De fet, Haber s'identificava molt més com a alemany que no pas com a jueu. Estudià en una escola primària, oberta a catòlics, protestants i jueus, i als 11 anys anà al St. Elisabeth Gymnasium – on ja se separava els alumnes per la seva religió –. El 1886 ingressà a la Universitat de Berlin (actual Universitat Humboldt de Berlin), però no li agradà gaire i es traslladà a la Universitat de Heidelberg, on estudià amb Robert Bunsen. Després de fer el servei militar, anà a l’Escola Tècnica de Charlottenburg (actual Universitat Tècnica de Berlin), a treballar amb Carl Theodore Libermann sobre el piperonal. La tesi doctoral resultant, Ueber einige Derivative des Piperonals (Sobre alguns Derivats del piperonal) la presentà l’any 1891, a la Universitat de Berlin ja que a Charlottenburg encara no atorgaven el títol de doctor. Passats tres anys intentat consolidar un futur professional treballant en diverses empreses, inclosa la del seu pare, realitzà unes estades postdoctorals – després d’un intent infructuós d’entrar a l’Institut de Química Física que Wilhelm Ostwald havia fundat a Leipzig–  a l'Escola Federal Politècnica de Zúric,  amb Georg Lunge. Passà un parell d'anys, entre 1892 i 1894, a la Universitat Friedrich Schiller de Jena amb Ludwig Knorr, moment que aprofità per convertir-se al protestantisme, probablement amb l’esperança de tenir una millor carrera professional. El 1894 ingressà al departament de Química Tècnica, a la Universitat de Karlsruhe dirigit per Hans Bunte.  Fou a Karlsruhe quan comença a interessar-se pel desenvolupament de processos industrials bàsics, en concret sobre la descomposició tèrmica d’hidrocarburs. Publicà un primer llibre sobre el tema que li va servir de tesi d’habilitació i promocionar-se a privatdozent. El 1898 s'interessà per la teoria i la pràctica de les aplicacions industrials de l’electroquímica, que quedà reflectit en un altre llibre Conceptes bàsics d’electroquímica tècnica. Treballà, també, en altres àrees, entre les quals destaquen tints i materials tèxtils; preparació electroquímica de compostos orgànics, com el nitrobenzè; cel·les de combustió i l'elèctrode de vidre que portaren, posteriorment, a la construcció del pHmetre. L’any 1906, obtingué la càtedra de Química Física de Karlsruhe. L’any 1911 fou nomenat director de l’Institut de Química Física i Electroquímica de Berlin, situat al barri de Dahlem, que s'acabava de fundar, que fou rebatejat amb el seu nom, Institut Fritz Haber de la Societat Max Planck, el 1953. N'ocupà la direcció fins al 1933, quan començaren a aplicar-se les lleis anti-jueves del règim nazi. S'exilià a Cambridge on fou acollit per William J. Pope, però només hi romangué, per raons de salut, uns mesos. Morí d’un atac de cor a Basilea, el 29 de gener de 1934, quan estava preparant el trasllat a l’Institute Daniel Sieff Research, actual Institut Weizmann de Ciències, que Chaim Weizmann –futur primer president d’Israel– havia fundat a Rehovot, en aquells moments pertanyent al Mandat britànic de Palestina.
L’any 1901 es casà amb Clara Immerwahr, que fou la primera dona a doctorar-se en química a la Universitat de Breslaw, tingueren un fill, Hermann. Clara se suïcidà el maig de 1915; s'ha especulat molt sobre les raons del suïcidi i no pot descartar-se que una causa fos la seva oposició al paper jugat per Haber en el desenvolupament de la guerra química durant la Primera guerra mundial. L’any 1917 es casà amb Charlotte Nathan, una secretària de l’Institut - que a l'igual que Clara s'havia convertit del judaisme al cristianisme abans de casar-se amb Haber- tingueren dos fills, Eva i Ludwig, i es divorciaren el 1927.

## Premi Nobel

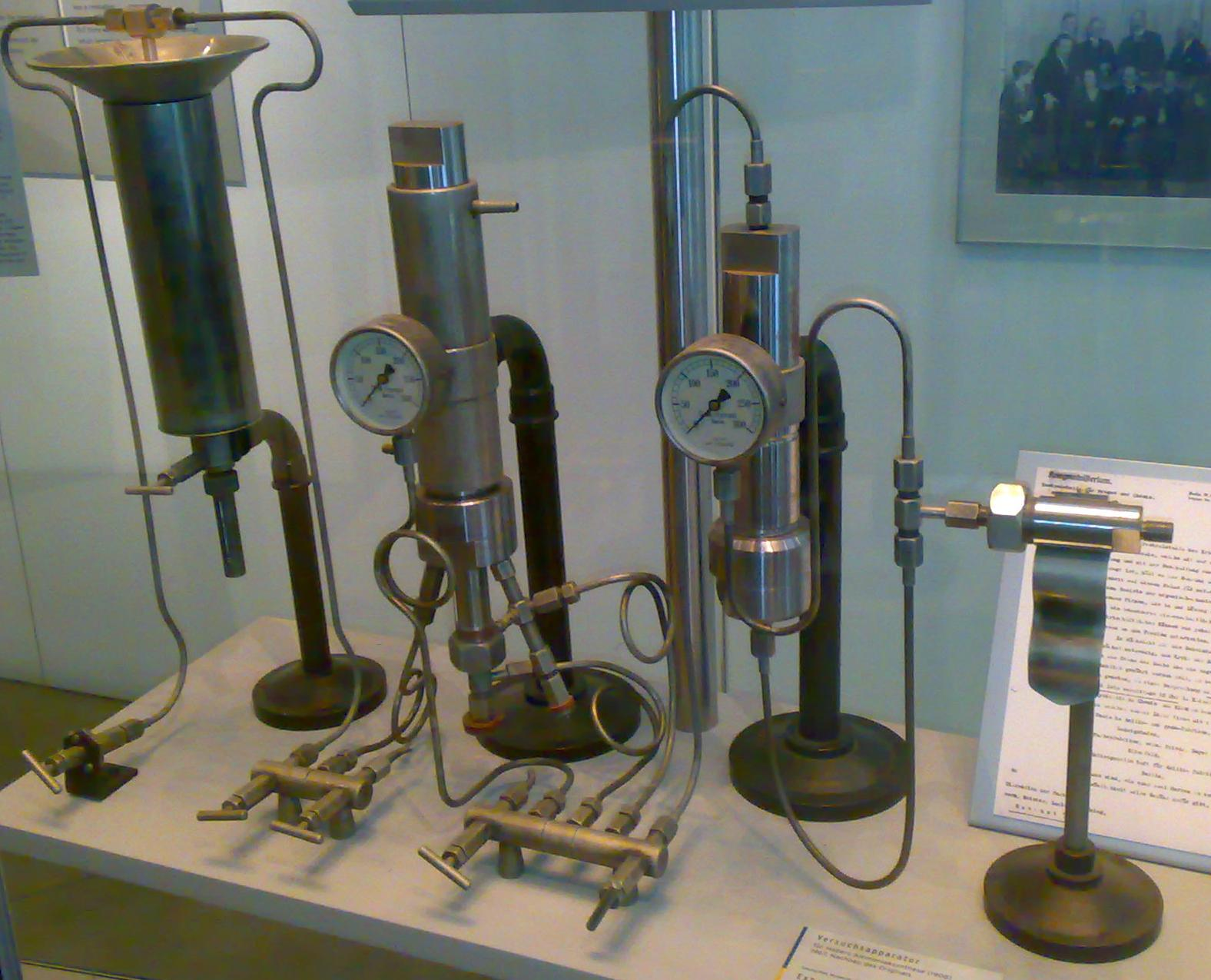
Aparells emprats per Haber en la síntesi de l'amoníac (1909).

A finals del segle XIX ja se sabia que si bé el nitrogen – principal component de l’aire en un 80%– era un element molt poc reactiu, existeixen uns bacteris, nitrogenases– capaços de transformar-lo en amoníac – l’anomenada fixació del nitrogen–, en un dels principals processos de síntesi de proteïnes que fan les plantes. En aquells temps la principal primera matèria subministradora de nitrogen a l’agricultura era el  nitro de Xile, guano. La fixació de nitrogen era, doncs, un tema de gran interès científic i importància industrial, que havia atret l’atenció de químics tan rellevants com Le Chatelier, Ostwald, i Nernst, entre d'altres, però que, de fet l'abandonaren, atès els mals resultats que n’obtenien. Home disposat a enfrontar-se a problemes tècnics difícils que sovint exigien uns coneixements teòrics profunds –que altres no havien sabut resoldre– s'interessà per la química dels gasos, i posteriorment pel tema de la síntesi de l’amoníac. En un llibre que publicà l’any 1905, descrivia la formació d’amoníac, amb un rendiment baix, a partir de nitrogen i hidrogen en una reacció a 1000 °C de temperatura i amb la presència d’un catalitzador de ferro A pesar de les fortes crítiques que rebé, en especial de Nernst, prosseguí els seus estudis, i observà que  treballant a pressions altes, 100 atm. i amb catalitzadors d’urani i/o osmi, s'aconseguia un rendiment del 10% d’amoníac, demostrant així la possibilitat d’obtenir industrialment amoníac directament a partir de nitrogen. L’any 1908, BASF (Badischen Anilin & Soda Fabrik) s'interessà, a instancies de Carl Bosch, en el procediment, i es començà a obtenir amoníac industrialment, establint, així el famós procés Haber-Bosch. Aquest procés es convertí en un procediment clau i transformador de la indústria química. La producció de productes derivats del nitrogen, com adobs, fertilitzants, explosius i altres  compostos químics, que abans es fabricaven a partir de productes d’origen natural, principalment del nitro de Xile, ara es podia fer a partir  d’un element abundant a l’atmosfera com el nitrogen. A títol d’exemple, la producció anual d’adobs nitrogenats supera els 100 milions de tones i es responsable de producció dels aliments que manté la meitat de la població mundial.
La Fundació Nobel li atorgà el Premi Nobel de Química per “la síntesi de l’amoníac a partir dels seus elements” de l’any 1918,  De fet, degut a la Primera guerra mundial,  els anys 1916, 1917 i 1919 no es concedí el Premi Nobel de Química. El premi li fou lliurat el 13 de novembre de 1919 i la cerimònia corresponent tingué lloc l’1 de gener de 1920.  En el discurs d’acceptació comentà: és possible que aquesta solució no sigui la definitiva. Els bacteris ens ensenyen que la naturalesa, amb la seva química de la vida tan sofisticada, empra mètodes, procediments i reaccions que encara no som capaços d’imitar”. Aquest comentari de Haber continua sen vigent encara avui dia. Alguns químics francesos, anglesos i americans protestaren per la concessió del Nobel, per la seva contribució a la guerra química durant la primera guerra mundial, que tot just acabava d’acabar. Haber havia estat nominat al Nobel de Química  10 vegades: el 1912 per Carl Blacher; el 1913 per Hans Stobe; el 1915 per Frederick Treadwell; el 1916 per Hermann Pauly, Adolf von Baeyer i David Holde; el 1918 per Wilhelm Prandtl; i l’any 1919, una altra vegada, per Wilhelm Prandtl i  Ake Ekestrand. Per la seva banda, Haber va fer nominacions, amb diferent èxit, a favor de Walther Nernst (1920); Carl Auer von Welsebach (1923, 1924); Adolf Windaus (1928); Victor Goldschmidt (1933, 1934) y Gilbert N. Lewis (1934).

## La Primera Guerra Mundial i la Guerra Química
Haber saludà amb entusiasme l’inici de la primera guerra mundial, signà el Manifest dels Noranta-tres, de l’octubre de 1914, en què un grup de pensadors, professors, científics i artistes de prestigi recolzaven les accions militars de l’exèrcit alemany en començà la guerra. Des del primer moment, s'implicà en la en la Guerra Química, a pesar que la Convenció de La Haia de 1907 –que Alemanya havia signat- ho prohibia taxativament. Haber es va transformar –aparentment sense cap dubte ni remordiment– d’un home benefactor de la humanitat en un científic de guerra i en un destacat assessor de l’exèrcit alemany. Impulsà l’augment de producció  d’amoníac que s‘emprava no només en la fabricació d’adobs, sinó també en la fabricació d’àcid nítric i nitrats -mitjançant el mètode d’Ostwald per oxidació de l’amoníac- fonamental per a la fabricació de municions. Tot això resultà clau perquè Alemanya superés l’embargament de nitro de xile que el Regne Unit establí en començar la Guerra. El 1918 la BASF fabricava 90.000 Tm d’amoníac – Haber guanyava 15 marcs (3,5$ de 1918) per Tm. Assoli el grau de capità i cap de la Secció de Química del Ministeri de la Guerra. Fou responsable directe de l’ús de clor, com a arma química, en la batalla de Ieper (Bèlgica) el mes d’abril de 1915 - es llançaren uns 5000 recipients al llarg d'uns 5 Km de front- que tingué un efecte devastador sobre els soldats enemics sense cap tipus de protecció específica. Com a primer científic responsable encoratjà la participació d'altres investigadors en aquest àmbit; transformà el seu institut en un centre de desenvolupament d’armes químiques i de mètodes de protecció. L'any 1917 comandava 9 seccions amb 150 acadèmics -entre ells futurs Premi Nobel com James Franck, Gustav Hertz i Otto Hahn- i un total de 1300 persones. No obstant, tots aquests esforços no tingueren l'èxit previst ja que els aliats aconseguiren neutralitzar els atacs i ben aviat desenvoluparen les seves pròpies armes químiques. En acabar la guerra, el novembre de 1918, amb la derrota d'Alemanya, Haber fugí a Suïssa durant uns mesos per escapar a un possible processament per la seva participació en la guerra química, situació, però, que no s'arribà a produir mai; irònicament el mateix any li van concedir el Premi Nobel. Malgrat les crítiques rebudes, Haber mai va expressar cap penediment per la seva participació en la Guerra, en més d'una ocasió manifestà que en temps de pau els científics es deuen al Món, però en temps de  guerra es deuen al seu país. Es defensava de les acusacions contra la guerra química per la seva falta d'humanitat, dient que la mort és sempre mort, i que les armes químiques no són més cruels que les bombes convencionals, fins i tot el nombre de morts produïdes pels gasos és comparativament inferior al de baixes causades per les bombes. Continuà col·laborant amb l’administració militar involucrat en el desenvolupament d’armes químiques del Govern Alemany, i l'any 1922 ajudà Espanya en la fabricació d’aquest tipus d’armament per utilitzar en la Guerra del Rif. Als anys trenta participà a la creació d’una empresa privada, regulada pel govern alemany, de pesticides químics basats en cianurs, Zyklon B, que posteriorment foren utilitzats en camps d’extermini; paradoxalment, alguns familiars de Haber foren assassinats en el camp d'Auschwitz. Un fill seu, del segon matrimoni, Ludwig Fritz Haber (1921-2004), un reconegut economista britànic, publicà el 1986 un interessant llibre sobre la historia de l’ús dels gasos en la guerra química.

## Últims anys
En acabar la Guerra Haber era un professor admirat i un líder científic respectat, amb un prestigi creixent, conseqüència, en part, per la concessió del Premi Nobel, i passà a ocupar la direcció de l’Institut a Dahlem, que era el més gran d’Alemanya. Cada cop agafà més responsabilitats administratives i polítiques, i paral·lelament  disminuí la seva activitat de recerca i n’augmentà la de divulgació, publicant molts articles que foren recollits en dos llibres. Dedicà molts esforços a impulsar i crear associacions científiques com la Notgemeinschaft der Deustschen Wissenchaft (Associació d'emergència de la ciència alemanya), que organitzà la creació i distribució d’ajuts a la recerca en forma de beques i adquisició de material, que fou especialment important durant el període d'hiperinflació que patí Alemanya els anys vint. També treballà de manera intensa per tal de reintegrar les organitzacions científiques alemanyes a l’àmbit internacional –del que havien estat excloses arran de la derrota en la Primera guerra mundial–. El 1930 aconseguí que la Federació d'associacions químiques d'Alemanya - que presidida ell mateix- ingressés a la Unió Internacional de Societats de Química (IUPAC), de la que en fou president el 1933.  Són també d'aquest període els treballs sobre el famós cicle Born-Haber -que continua present en tots els llibres de Química Inorgànica- que permet calcular l'energia reticular dels cristalls iònics. Una altra activitat de Haber en aquests anys, que resultà infructuosa- són els intents de recuperar or de l'aigua de mar, per tal d'ajudar a pagar el deute alemany fixat en el Tractat de Versalles.
El 1933 quan el govern nacionalsocialista començà a aplicar les lleis racistes, Llei per a la restauració de la funció pública, els científics jueus començaren a estar sota el punt de mira de les autoritats nazis. Inicialment, Haber estava tranquil perquè creia que la conversió al cristianisme i els seus serveis tan destacats durant la Guerra, l’acreditaven com a bon patriota alemany , i que no l’afectaria la nova situació política. Com a director de l’Institut intentà demorar al màxim l’expulsió del personal jueu, amb l’esperança que tinguessin temps de trobar feina a l’estranger. Encara que la conversió al protestantisme li permetia, legalment, quedar-se a l'Institut, dimití de la direcció i de la càtedra a la Universitat. El 30 d'abril de 1933 presentà la renúncia al ministre d’Educació i al president de la Societat Kaiser Wilhelm -que reunia el conjunt de les institucions científiques alemanyes- Max Planck. En la carta de comiat, rebutjava l'ús del caràcter racial com a criteri per als nomenaments científics, explicava que durant més de 40 anys havia seleccionat els col·laboradors per la seva intel·ligència, capacitat i caràcter, i no en base als seus avantpassats, i no pensava canviar de mètode pel que li quedava de vida. Encara que manifestava el seu orgull per haver servit la humanitat en temps de pau i la pàtria en temps de guerra, Haber marxà d’Alemanya com un home trencat, amb problemes cardíacs que l’impedien treballar amb normalitat. Romangué  un parell de mesos a Cambridge, però el clima el feu marxar a Suïssa, quan ja  havia decidit emigrar a Palestina.   

## Epònim
A la lluna hi ha un cràter que porta el seu nom.